# شوبوگنزو
شوبوگنزو (روماجی: Shōbōgenzō) عنوانی است که برای اشاره به مجموعه آثاری که توسط راهب بودایی قرن سیزدهم و بنیانگذار مکتب سوتو ذن، دوگن در ژاپن نوشته شده‌است. چندین اثر دیگر با همین عنوان وجود دارد، و گاهی به آن کانا شوبوگنزو می‌گویند تا آن را از سایر آثار هم‌نام متمایز کند. اصطلاح شوبوگنزو همچنین می‌تواند به‌طور کلی‌تر، از دیدگاه بودیسم مهایانه مترادف بودیسم استفاده شود.

## ریشه‌شناسی عنوان
در بودیسم ماهایانه شوبوگنزو که معادل اصطلاح گنجینه چشم اصیل دارما در زبان ژاپنی است، به‌طورکلی به بودا دارما اشاره دارد، و در آیین ذن بودا، به‌طور خاص به تحقق بیداری بودا اشاره دارد، که در کلمات مکتوب سوتراها وجود ندارد.
در کاربرد کلی بودایی، اصطلاح «گنجینه دارما» به «کلمات مکتوب تعالیم بودا» اشاره دارد که در سوتراها، در خلال سه گنجینه «بودا»، «دارما» و «سانگها» گردآوری شده‌است. اما در ذن، گنجینه اصیل دارما را نه در کتاب‌ها، بلکه در خود طبیعت بودا می‌توان یافت، و توانایی دیدن این دیدگاه درست (اولین مسیر از راه اصیل هشتگانه) از گنج دارما را «گنجینه چشم راستین دارما» می‌نامند.
در افسانه‌های ذن منتقل شده و تا بودا بازمی‌گردد، زمانی که بودا شوبوگنزو را به شاگردش ماهاکاشیاپا منتقل کرد. و بدین ترتیب تبار ذن را که بودی‌دارما به چین آورد آغاز کرد.

افسانه انتقال شوبوگنزو به ماهاکاشیاپا در چندین متن ذن یافت می‌شود و یکی از افسانه‌هایی است که در تمام نوشته‌های ذن بیش‌تر به آن اشاره شده‌است. این افسانه‌ها در میان مجموعه‌های معروف کوان نیز دیده می‌شود. در افسانه‌ای که در وومنگوان آمده‌است، بودا گلی را در دست می‌گیرد و هیچ‌کس در مجلس پاسخ نمی‌دهد به جزماهاکاشیاپا که لبخندی گشاده می‌زند و می‌خندد. بودا با دیدن لبخند ماهاکاشیپا گفت:
من دارای گنجینه چشم اصیل دارما، ذهن شگفت‌انگیز نیروانا، شکل واقعی بی‌شکلی، دروازه ظریف دارما هستم، که این اوصاف با کلمات مکتوب ایجاد نشده و بدون آموزش منتقل نمی‌شود. آن را تحویل می‌دهم و این سخنان دل‌گرم‌کننده را به کاشیاپا می‌سپارم.

## تألیف
متون اجزای مختلف دارند که به آن‌ها فاسیکل‌ها گفته می‌شود. کانا شوبوگنزو بین سال‌های ۱۲۳۱ و ۱۲۵۳ (سال مرگ دوگن) نوشته شده‌اند (دوگن، ۲۰۰۲، صفحه xi). برخلاف بسیاری از نوشته‌های ذن که در آن زمان از ژاپن نشأت می‌گرفتند، از جمله شینجی شوبوگنزو و آیهی کوروکو که متعلق به خود دوگن است، و به چینی کلاسیک نوشته شده بودند، کانا شوبوگنزو به ژاپنی نوشته شده بود. مقالات در شوبوگنزو به‌عنوان موعظه با سبکی غیررسمی نسبت به موعظه‌های زبان چینی آیهی کوروکو ارائه شد. برخی از فاسیکل‌ها توسط دوگن نوشته شده‌است، درحالی‌که برخی دیگر توسط شاگردان او.
دوگن در طول زندگی خود چندین بار ترتیب فاسیکل‌هایی را که شوبوگنزو را تشکیل می‌دهند، تغییر داد و همچنین محتوای فاسیکل‌های شخصی را ویرایش کرد. پس از مرگ او، ویراستاران مختلفی برای ساختن نسخه‌های مختلف شوبوگنزو فاسیکل‌هایی را اضافه و حذف کردند. در دوران پیشامدرن، چهار نسخه اصلی وجود داشت که شامل ۶۰، ۷۵، ۱۲، و ۲۸ فاسیکل بود، که نسخه ۶۰ فاسیکل ابتدایی‌ترین و نسخه ۲۸ نسخه جدیدترین نسخه بود. دو مورد اول توسط خود دوگن تنظیم شدند، با نسخه ۷۵ فاسیکلی که حاوی چندین فاسیکل بود که از نسخه ۶۰ فاسیکل قبلی ویرایش شده بود. چندین نسخه از هر دو نسخه فاسیکل ۶۰ و ۷۵ وجود دارد، از جمله یکی حاوی دست‌خط دوگن و دست‌خط شاگردش، کون اجو. همچنین، نسخه ۱۲ فاسیکلی، که به‌نام نسخه خطی یوکوجی شناخته می‌شود، در سال ۱۹۳۶ یافت شد و تنها از دو نمونه شناخته‌شده‌است، یکی در سال ۱۴۲۰ و دیگری نسخه‌برداری‌شده از آن در سال ۱۴۴۶. این نسخه شامل ۵ نسخه است که در نسخه‌های قدیمی‌تر یافت نمی‌شود، از جمله تنها نسخه خطی باقی‌مانده از ایپیکوهاچی هومیو مون. این نسخه حاوی یادداشتی در انتهای هاچی داینین گاکو است که توسط کون اجو نوشته شده‌است و نشان می‌دهد این آخرین فاسیکل از یک نسخه ۱۰۰ فاسیکلی است. این نسخه به‌دلیل بیماری دوگن در اواخر عمرش هرگز تکمیل نشد. مشخص نیست که این نسخه شامل کدام فصل‌ها و به چه ترتیبی است. نسخه ۲۸ فاسیکلی، با نام دست‌نوشته ایهی-جی یا «راز شوبوگنزو» شناخته می‌شود، و مربوط به اواسط دهه ۱۳۰۰ است. فاسیکل‌های نسخه خطی ایهی-جی از نسخه‌های ۷۵ و ۱۲ برداشت شده‌اند و سیستم شماره‌گذاری مورد استفاده از مجموعه‌های منبع خود را حفظ کرده‌اند.
نسخه‌های پیشامدرن دیگری از شوبوگنزو وجود دارد که همگی بازآرایی‌های چهار نسخه اصلی مورد بحث در بالا بودند، اغلب با مطالب اضافی از دوگن که او قصد نداشت آن‌ها را درج کند. بونسی، که در اوایل قرن پانزدهم درگذشت، یک نسخه ۸۴ فاسیکلی متشکل از نسخه ۷۵ فاسیکل به اضافه ۹ کتاب از نسخه ۶۰ فاسیکل جمع‌آوری کرد. چهار نسخه از مجموعه بونسی باقی مانده‌است که قدیمی‌ترین آن‌ها مربوط به سال ۱۶۴۴ است. نسخه ۸۹ فاسیکلی به‌نام دست‌نوشته دایجوجی در سال ۱۶۸۹ توسط مانزان دوهاکو و بر اساس نسخه ۸۴ بونسی به اضافه ۵ فاسیکل اضافی گردآوری شد. او همچنین کتاب‌ها را بر اساس تاریخ نگارش آن‌ها سفارش داد و نه بر اساس ترتیبی که دوگن در نظر داشت. هانگیو کوزن، با هدف ایجاد جامع‌ترین نسخه شوبوگنزو، نسخه ۹۶ نسخه‌ای به نام نسخه خطی کتابخانه دانشگاه کومازاوا را گردآوری کرد، که شامل همه کتاب‌های شناخته‌شده از نسخه‌های قبلی است. نسخه کوزن اساس اولین نسخه چاپی شوبوگنزو، نسخه هونزان شد. سرانجام، یک نسخه کتاب ۷۸ فاسیکلی توسط تنکی دنسون درحالی‌که او در حال آماده کردن تفسیر خود، بنچو بر متن بود، ساخته شد.
نسخه‌های مدرن شوبوگنزو شامل ۹۵ فاسیکل است که بر اساس نسخه فاسیکلی اواخر قرن هفدهم و در سال ۹۶ از هانگیو کوزن، سی و پنجمین راهب صومعه دوگن، ایهی‌جی، جمع‌آوری شده‌اند. این نسخه‌ها با یک مجموعه ۹۰ نسخه‌ای شروع شد؛ اولین نسخه‌ای که به جای کپی دستی بر روی بلوک‌های چوبی چاپ شد، از سال ۱۸۱۵ شروع شد و به‌عنوان نسخه هونزان شناخته شد. شش فاسیکلی که حذف شدند شامل چینزوی غیرمعتبر و همچنین پنج فصل بود که اسرار مکتب سوتو در نظر گرفته می‌شد. بلوک‌های چوبی اصلی اکنون در معبد ایهی-جی نگهداری می‌شوند. در سال ۱۹۰۶ نسخه اصلاح شده هونزان از ۹۵ فاسیکل، شامل پنج فصل «مخفی» منتشر شد. تنها فصلی که در ابتدا قرار بود بخشی از شوبوگنزو باشد و در نسخه اصلاح‌شده هونزان در این مرحله گم شده بود، ایپیکوهاچی هومیو مون بود و تا سال ۱۹۳۶ کشف نشد. در سال ۱۹۲۹، نسخه سوتوشا زنشو با اضافه کردن چینزو منتشر شد. در سال ۱۹۷۰ مجدداً در یک نسخه اصلاح‌شده حذف شد و سپس مجدداً در زوکو سوتوشو زنشو در سال ۱۹۷۴ به همراه ایپیکوهاچی هومیو مون اضافه شد. بسیاری از نسخه‌های دیگر در قرن بیستم ساخته شدند، که برخی از آن‌ها بخش‌هایی از نسخه‌های خطی مختلف را با هم ترکیب می‌کردند. امروزه وفادارترین نسخه چاپ‌شده به زبان ژاپنی، نسخه ۱۹۸۸ است که توسط کودو کاوامورا گردآوری شده‌است.

## کتاب‌های شوبوگنزو

### نسخه ۶۰ فاسیکلی
«متن پررنگ» نشان‌دهنده فاسیکلی است که در نسخه ۷۵ قسمتی نیز گنجانده نشده‌است. ستاره (*) نشان‌دهنده فاسیکلی است که در هیچ نسخه دیگری یافت نشده‌است.
1. گنجوکوان 現成公案
2. ماکا هانیا حرامیتسو 摩訶般若波羅蜜 کمال حکمت
3. بوشو 佛性 طبیعت بودا
4. شنجین گاکودو 身心學道 تمرین راه با بدن و ذهن
5. سکوشین زبوتسو 即心是佛 ذهن بسیار بودا است
6. گیوبوتسو ایگی 行佛威儀 تبعید بودای در حال تمرین
7. ایکا میوجو 一顆明珠 یک مروارید درخشان
8. سانجی گو 三時業
9. کوبوتسوشین 古佛心 ذهن بودای پیر
10. دایگو 大悟 بیداری بزرگ
11. زازن گی 坐禪儀 اصول زازن
12. *هوکه تن هوکه 法華轉法華
13. کاین زانمای 海印三昧 سامادی مهر اقیانوس
14. کوگه 空華 گل‌های آسمان
15. کومیو 光明 حکمت روشن‌گر
16. گیوجی (قسمت ۱) 行持
17. گیوجی (قسمت 2) † i در نسخه ۷۵ قسمتی قطعات متن به دو قسمت تقسیم نشده‌است
18. کانون觀音
19. کوکیو 古鏡 آینه قدیمی
20. اوجی (بودن-زمان) 有時
21. جوکی 授記 ارائه پیش‌بینی‌ها
22. تسوکی 都機 ماه
23. زنکی 全機 عملکرد کامل † زنکی و تسوکی در فاسیکل ۷۵ معکوس هستند نسخه
24. گابیو 畫餅 کیک‌های نقاشی‌شده
25. کیسی سانشوکو 谿聲山色 صداهای دره، اشکال کوه
26. بوکوجوجی 佛向上事 آنچه فراتر از بودا است
27. موچو ستسومو 夢中説夢
28. *بودایساتا شیشوهو 菩提薩埵四摂法
29. اینمو 恁麼 چنین بودن † هفدهمین نسخه در نسخه ۷۵ ظاهر می‌شود
30. Kankin 看經 سوتراخوانی
31. شواکو ماکوسا 諸悪莫作 انجام بدی‌ها
32. سانگای یوییشین 三界唯心 سه قلمرو فقط ذهن هستند †چهل و یکمین نسخه فاسیکل ۷۵ به‌صورت ظاهر می‌شود
33. دوتوکو 道得
34. هوتسو بودای شین 發心菩提
35. جینزو 神通 قدرت‌های معنوی
36. آراکان 阿羅漢 آرهات
37. هنزن 徧參 مطالعه گسترده † در رده ۵۷ در قسمت ۷۵ ظاهر می‌شود
38. کاتو 葛藤 انگور دوقلو
39. شیبا 四馬
40. هاکوجوشی 柏樹子 درخت سرو
41. کسا کودوکو 袈裟功徳
42. هو 鉢盂 † از این نقطه چیدمان فاسیکل ۶۰ و ۷۵ نسخه‌ها به‌طور قابل توجهی متفاوت است
43. کاجو 家常 مسائل روزمره
44. گانزی 眼睛 چشم
45. جیپو 十方 ده جهت
46. موجو سپو 無情説法 موعظه ناخودآگاه دارما
47. کنبوتسو 見佛
48. Hosshō 法性 طبیعت دارما† این فاسیکل تا سنمن شماره‌گذاری می‌شوند same در نسخه ۷۵ فاسیکل
49. دارانی 陀羅尼 دارانی
50. سنمن 洗面 †این فاسیکل برای فاسیکل ۷۵ بازنویسی شد نسخه
51. Ryūgin 龍吟 آهنگ اژدها† این فاسیکل تا نیورای زنشین به ترتیب در ۷۵ فاسیکل نسخه است
52. سوشی سرایی ای 祖師西来意 نیت استاد اجدادی آمدن از غرب
53. هوتسو موجو شین 發無上心بیرون آوردن ذهن برتر
54. آدون گه 優曇華
55. نیورای زنشین 如來全身
56. کوکو 虚空
57. آنگو 安居
58. شوکه کودوکی 出家功徳
59. کویو شوبوتسو 供養諸佛
60. کیه بوپوسو بو 歸依佛法僧寶

### نسخه ۷۵ فاسیکلی
«متن پررنگ» نشان‌دهنده فاسیکل است که در نسخه ۶۰ قسمتی نیز گنجانده نشده‌است
ستاره (*) نشان‌دهنده فاسیکلیاست که در هیچ نسخه دیگری یافت نشده‌است
1. گنجوکوان 現成公案
2. ماکا هانیا حرامیتسو 摩訶般若波羅蜜 کمال حکمت
3. بوشو 佛性 طبیعت بودا
4. شنجین گاکودو 身心學道 تمرین راه با بدن و ذهن
5. سکوشین زبوتسو 即心是佛 ذهن بسیار بودا است
6. گیوبوتسو ایگی 行佛威儀 تبعید بودای در حال تمرین
7. ایکا میوجو 一顆明珠 یک مروارید درخشان
8. شین فوکاتوکو 心不可得 ذهن را نمی‌توان دریافت کرد
9. کوبوتسوشین 古佛心 ذهن بودای پیر
10. دایگو 大悟 بیداری بزرگ
11. زازن گی 坐禪儀 اصول زازن
12. *زازن شین 坐禪箴 نیشتر زازن
13. کاین زانمای 海印三昧 سامادی مهر اقیانوس
14. کوگه 空華 گل‌های آسمان
15. کومیو 光明 حکمت روشن‌گر
16. کیوجی 行持تمرین مستمر
17. اینمو 恁麼 چنین بودن
18. کانن 觀音 آوالوکیتشوارا
19. کوکیو 古鏡 آینه قدیمی
20. اوجی (بودن-زمان) 有時
21. جوکی 授記 ارائه پیش‌بینی‌ها
22. زنکی 全機 عملکرد کامل
23. تسوکی 都機 ماه
24. گابیو 畫餅 کیک‌های نقاشی‌شده
25. کیسی سانشوکو 谿聲山色 صداهای دره، اشکال کوه
26. بوکوجوجی 佛向上事 آنچه فراتر از بودا است
27. موچو ستسومو 夢中説夢
28. رایهای توکوزویی 禮拜得髓 گرفتن مغز با انجام تعظیم
29. سانسویی کیو 山水經 سوترای کوه‌ها و آب‌ها
30. کانکین 看經 سوتراخوانی
31. شواکو ماکوسا 諸悪莫作 انجام بدی‌ها
32. دن ای 傳衣 انتقال لباس
33. دوتوکو 道得 قابلیت صحبت کردن
34. بوکیو 佛教 تعلیم بودا
35. جینزو 神通 قدرت‌های معنوی
36. آراکان 阿羅漢 آرهات
37. *شونجو 春秋 بهار و پاییز
38. کاتو 葛藤 انگور دوقلو
39. شیشو 嗣書 رکورد جانشینی
40. هاکوجوشی 柏樹子 درخت سرو
41. سانگای یوییشین 三界唯心 سه قلمرو فقط ذهن هستند
42. سسشین سسشو 説心説性 صحبت از ذهن، صحبت از طبیعت
43. شوهو جیسو 諸法實相 واقعیت راستین همه دارماها
44. بوتسودو 佛道 راه بودا
45. میتسوگو 密語 زبان مخفی
46. موجو سپو 無情説法 ناخودآگاه دارما را موعظه می‌کند
47. بوکیو 佛經 سوتراهای بودا
48. هوسشو 法性 طبیعت دارما
49. دارانی 陀羅尼 دارانی
50. سنمن 洗面 شستن صورت
51. منجو 面授 انتقال چهره به چهره
52. بوسو 佛祖 بوداها و اجداد
53. *بایکا 梅華 گل آلو
54. *سنجو 洗淨تطهیر
55. جیپو 十方 ده جهت
56. کنبوتسو 見佛
57. هنزن 徧參 مطالعه گسترده
58. گانزی 眼睛 چشم
59. کاجو 家常 مسائل روزمره
60. ساجیشینجیهون بودا بونپو 三十七品菩提分法 سی و هفت عامل بیداری
61. رویگین 龍吟 آهنگ اژدها
62. سوشی سیرای i 祖師西来意 نیت آمدن استاد اجدادی از غرب
63. هوتسو موجو شین 發無上心 بیرون آوردن ذهن برتر
64. آدون گه 優曇華 گل اودومبارا
65. نیورای زنشین 如來全身
66. زانمای او زانمای 三昧王三昧 پادشاه سامادی سامادی
67. تن هورین 轉法輪 چرخاندن چرخ دارما
68. دای شوگیو 大修行 تمرین عالی
69. جیشو زانماج 自證三昧 سمدهی تأیید خود
70. کوکو 虚空 فضای خالی
71. هو 鉢盂 کاسه صدقه
72. آنگو 安居دوره تمرین
73. *تاشین تسو 佗心通 نفوذ ذهن‌های دیگر
74. او ساکو سندابا 王索仙陀婆 یک پادشاه در سایندهاوا به‌دنبال ضروریات است
75. شوکه 出家 ترک خانه

### نسخه ۱۲ فاسیکلی
«متن پررنگ» نشان‌دهنده فاسیکلی است که در نسخه ۶۰ قسمتی گنجانده نشده‌است

ستاره (*) نشان‌دهنده فاسیکلی است که در هیچ نسخه دیگری یافت نشده‌است

توجه داشته باشید که هیچ فاسیکلی از نسخه ۱۲ فاسیکل در نسخه ۷۵ فاسیکل دیده نمی‌شود
1. شوکه کودوکو 出家功徳
2. جوکای 受戒 گرفتن نذر
3. کسا کودوکو 袈裟功徳
4. هوتسو بودا شین 發心菩提
5. کویو شوبوتسو 供養諸佛
6. کی بوپوسو بو 歸依佛法僧寶
7. جینشین اینگا 深信因果 اعتقاد عمیق به علت و معلول
8. *سانجی گو 三時業
† این فاسیکل بازنویسی شد. با نسخه فاسیکل ۶۰ متفاوت است
9. شیبا 四馬
10. شیزن بیکو 四禪比丘
11. *ایپیکوهاچی هومیو مون 一百八法明門
12. هاچی داینین گاکو 八大人覺

### نسخه ۲۸ فاسیکلی
«متن پررنگ» نشان‌دهنده فاسیکلی است که در نسخه ۷۵ قسمتی گنجانده نشده‌است

ستاره (*) نشان دهنده فاسیکلی است که در هیچ نسخه دیگری یافت نشده‌است
1. بوکوجوجی 佛向上事 آنچه فراتر از بودا است
† این فاسیکل در هر دو نسخه فاسیکل ۶۰ و ۷۵ یافت می‌شود
2. *شوجی 生死 تولد و مرگ
3. شین فوکاتوکو 心不可得 ذهن را نمی‌توان دریافت کرد
† این همان متن موجود در نسخه ۷۵ فاسیکل است
4. *گو شین فوکاتوکو 後心不可得
† این با متن در نسخه ۷۵ فاسیکل متفاوت است
5. جینشین اینگا 深信因果 اعتقاد عمیق به علت و معلول
6. شوشو جیسو 諸法實相 واقعیت راستین همه دارماها
7. *بوتسودو (گونه) 佛道 راه بودا
† این با نسخه موجود در نسخه فاسیکل ۷۵ متفاوت است. توسط گردآورنده‌های بعدی دوشین 道心 نامیده شد
8. *رایهی توکوزویی (گونه) 禮拜得髓 گرفتن مغز با انجام تعظیم
† این با نسخه موجود در نسخه ۷۵ فاسیکل متفاوت است
9. بوتسودو 佛道 راه بودا
† این همان متن موجود در نسخه ۷۵ فاسیکل است
10. زانمای او زانمای 三昧王三昧 پادشاه سامادی سامدی
11. سانجیشیچیهون بودا بونپو 三十七品菩提分法 سی و هفت عامل بیداری
12. دن ای 傳衣 انتقال لباس
13. بوکیو 佛教 تعلیم بودا
14. سانسویی کیو 山水經 سوترا کوه‌ها و آب‌ها
15. میتسوگو 密語 زبان مخفی
16. تن جورین 轉法輪 چرخاندن چرخ دارما
17. جیشو زانمای 自證三昧 سمدی تأیید خود
18. دای شوگیو 大修行 تمرین عالی
19. شیشو 嗣書 رکورد جانشینی
20. هاچی داینین گاکو 八大人覺 هشت بیداری موجودات بزرگ
21. جوکای 受戒گرفتن نذر
22. بوسو 佛祖 بوداها و اجداد
23. شیزن بیکو 四禪比丘
24. شوکه 出家 ترک خانه
25. بوکیو 佛經 سوتراهای بودا
26. منجو 面授 انتقال چهره به چهره
27. سسشین اسشو 説心説性 بیان ذهن، بیان طبیعت
28. *یوییبوتسو یوبوتسو 唯佛與佛 فقط یک بودا با بودایی دیگر

### فاسیکل‌هایی که در اصل در شوبوگنزو گنجانده نشده‌اند
بندووا 辨道話

جونودو شیکی 重雲堂式

جی کوین مون 示庫院文